# Ruby Soho
Dori Elizabeth Prange (Edwardsburg, Míchigan; 9 de enero de 1991) es una luchadora profesional estadounidense quien actualmente trabaja para All Elite Wrestling, bajo el nombre de Ruby Soho. Anteriormente fue conocida bajo el nombre de Heidi Lovelace y por su paso en WWE de 2016 a 2021 como Ruby Riott. Prange ha trabajado para promociones como Shimmer Women Athletes, Shine Wrestling, Ohio Valley Wrestling (OVW) y World Wonder Ring Stardom.

## Carrera

### Circuito Independiente (2010-2016)
En 2012, Prange comenzó a entrenar junto con Billy Roc en su School of Roc. Lovelace hizo su debut para la JCW, dentro de la Arena Chicks durante el evento Gathering!, donde ella derrotó a C.J. Lane. Lovelace hizo su primera competencia en Shimmer durante el Volume 51, donde ella hizo equipo junto con December en un esfuerzo fallido ante Pink Flash Kira y Sweet Cherrie en un tag-team match.
El 18 de mayo de 2013, Lovelace hizo su debut para Chikara, donde ella y Saturyne ingresaron al 2013 Tag World Grand Prix. Sin embargo, fueron eliminadas en su pelea de la primera ronda ante Arik Cannon y Darin Corbin. El 6 de diciembre de 2014, durante el pre-show del iPPV Tomorrow Never Dies, Lovelace derrotó a Missile Assault Ant en las finales del torneo para ganar la Chikara Young Lions Cup.

### Ohio Valley Wrestling (2012-2013)
El 16 de mayo de 2012, Prange tuvo una lucha de prueba con la Ohio Valley Wrestling en contra de Taeler Hendrix, la cual ella falló en ganar. Prange hizo su debut en la promoción bajo el nombre de ring Heidi Lovelace el 23 de mayo episodio 666 de OVW, donde ella perdió en contra de CJ Lane. El 6 de junio en el episodio 668 de OVW, Lovelace fue derrotada por Epiphany en un dark match. Lovelace hizo su debut televisivo el 27 de junio en el episodio 671 de OVW, donde compitió en una batalla fatal de cuatro esquinas, que fue ganada por Hendrix. El 11 de julio en el episodio 673 de OVW, Lovelace perdió en otra lucha no televisada en contra de Jessie Belle Smothers.
El 1 de septiembre durante OVW Saturday Night Special, Lovelace derrotó a Hendrix en un no disqualifications match, ganando una futura chance por el campeonato ante ella. Lovelace derrotó a Hendrix por el OVW Women's Championship el 15 de septiembre durante un evento en vivo en Elizabethtown, Kentucky. Desde que ganó el Women's Championship, Lovelace tuvo victorias sobre varias divas: Jessie Belle Smoothers el 19 de septiembre en el episodio 683 de OVW, Epiphany el 26 de septiembre en el episodio 684 de OVW y ante Scarlett Bordeaux el 3 de octubre en el episodio 685 de OVW. Sin embargo, el 6 de octubre durante OVW Saturday Night Special, Lovelace perdió el título ante Josette Bynum en una pelea no titular, lo que significó que Bynum ganó una futura pelea por el campeonato. El 3 de noviembre durante OVW Saturday Night Special, Lovelace defendió con éxito su campeonato en contra de Josette Bynum y Taeler Hendrix en una three–way match, después de que cubrió a Hendrix. El 14 de noviembre en el episodio 691 de OVW, Lovelace abandonó el Women's Championship ante Taryn Terrell después de que el árbitro invitado especial Taeler Hendrix le costara la pelea. 
El 8 de diciembre en el episodio 694 de OVW, Heidi perdió ante Jessie Belle Smothers en una number one contenders match. Desde enero de 2013, Taeler Hendrix estaba recibiendo regalos de un admirador secreto que ella pensaba que era Dylan Bostic o Ryan Howe. La conclusión de esa historia terminó el 27 de abril episodio de OVW cuando Heidi anunció que era ella quien envío todos los regalos a Hendrix porque ella se preocupa por ella. El 4 de mayo episodio de OVW, Lovelace trató de expresar su sentimiento a Hendrix pero terminó solo con una Hendrix confundida.
En el episodio de OVW del 31 de mayo de Lovelace (después de ser avisada por Taeler Hendrix que Trina tiene algo en contra de ellas dos) confrontó a Trina y la desafió a una pelea por el campeonato femenino durante el Saturday Night Special, que Trina aceptó. Al día siguiente en OVW Saturday Night Special, Trina invirtió el intento de Lovelace de una hurricanrana en una powerbomb para conservar su título. Lovelace entonces continuó su rivalidad ante Taeler después de descubrir que Taeler la estaba usando.

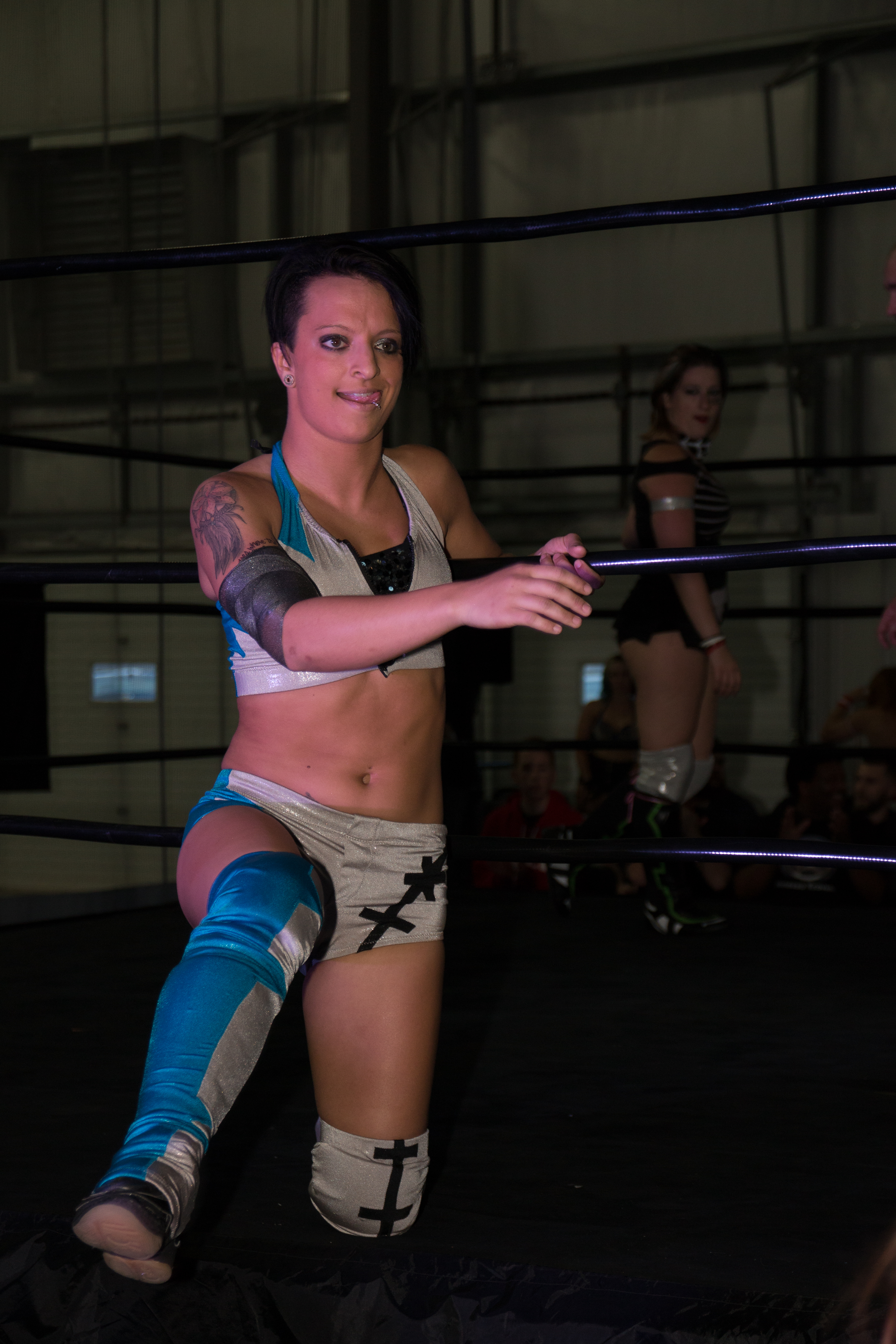
Dori realizando su entrada

### Shine Wrestling (2012-2016)
El 17 de agosto de 2012, se había anunciado que Prange haría su debut en las Shine Wrestling durante su evento llamado Shine 2 bajo su nombre de ring Heidi Lovelace. En el evento, Lovelace se enfrentó a otras luchadoras de OVW Sojournor Bolt y Taeler Hendrix en una triple amenaza, que fue ganado por Bolt. El 16 de noviembre, durante el Shine 5, Lovelace fue derrotada por Sassy Stephie en un singles match. El 22 de febrero de 2013, durante el Shine 7, Lovelace fue derrotada por Brittney Savage. El 24 de mayo, Lovelace hizo equipo junto con Luscious Latasha y Solo Darling en contra de Sojournor Bolt, Sassy Stephie y Jessie Belle en una lucha en equipos en donde salió derrotada. Lovelace continuó con su racha de derrotas durante el Shine 15 donde ella fue derrotada por Mercedes Martinez.
Durante 'Shine 16', el 24 de enero de 2014, su mala racha terminó después de haber sido confirmada como miembro del "All Star Squad" (ASS) que es dirigido por Daffney.

### Chikara (2013-2016)
El 18 de mayo de 2013, Lovelace hizo su debut en Chikara, cuando ella y Saturyne entraron al torneo 2013 Tag World Grand Prix. Sin embargo, fueron eliminadas en la primera ronda por Arik Cannon y Darin Corbin. El 6 de diciembre de 2014, en el pre-show del PPV Tomorrow Never Dies, Lovelace derrotó a Missile Assault Ant en las finales de un torneo para ganar la Chikara Young Lions Cup. Defendió la copa muchas veces durante todo 2015 quedando invicta ese año. Con un nuevo campeón de la Young Lions Cup a determinar en 2016, Heidi oficialmente se "retiró" como campeona sin sufrir ninguna derrota.
También en 2015, participó en el "Challenge of the Immortals", un torneo round-robin que se llevó a cabo toda la temporada 2015. Ella fue seleccionada para el equipo de Dasher Hatfield, llamado “Dasher’s Dugout”, junto con "Mr. Touchdown" Mark Angelosetti, y el Chikara Grand Champion de ese momento, Icarus. Su equipo lideró en puntos durante gran parte del torneo, antes de perder definitivamente sus puntos debido a que se reveló que "Mr. Touchdown" había estado engañando durante las finales del torneo, dándole a Dasher una almohadilla de codo secretamente "cargada". Aun así, Dasher y Heidi participaron en el cierre de la temporada de "Tourneo Cibernético" 16-man match juntos, y en enero de 2016, ellos aun harían equipo en algunas ocasiones.
El 19 de marzo de 2016, ella recibió una oportunidad titular por el Chikara Grand Championship en contra de la otra luchadora femenina Princess Kimber Lee en Gibsonville, Carolina del Norte en el Mid-Atlantic Sportatorium. Durante las presentaciones, el público tiró rosas de varios colores en señal de respeto. Está fue la primera vez que el campeonato principal de una empresa grande de lucha libre estadounidense fuera disputado entre dos mujeres solidificando el legado de ambas luchadoras en este deporte. Kimber Lee retuvo el campeonato al escapar de la toma de sumisión "Chikara Special" y hacer que Heidi se rindiera con una sumisión tipo arco y flecha (ella sufrió daños en el cuello debido a la cantidad de German Suplexes que recibió durante la lucha). Las dos se abrazaron y recibieron una ovación de pie por parte del público en medio del ring.

### World Wonder Ring Stardom (2015)
El 11 de enero de 2015, Lovelace hizo su debut en Japón en la empresa japonesa World Wonder Ring Stardom, formando equipo con Act Yasukawa en una lucha por equipos, donde derrotaron a Hudson Envy y Kris Wolf. El 18 de enero, Lovelace, Yasukawa y Dragonita se vieron obligados a unirse al stable heel Monster-gun, luego de ser derrotados por Envy, Wolf y el líder del grupo, Kyoko Kimura, en un combate de seis mujeres. Tras la incorporación de los nuevos miembros, Monster-gun pasó a llamarse "Oedo Tai".
El 8 de febrero, Lovelace, Dragonita y Envy desafiaron sin éxito a Heisei-gun (Io Shirai, Mayu Iwatani & Takumi Iroha) por el Campeonato Artístico de Stardom.

### WWE (2017-2021)

#### NXT Wrestling (2017)
El 4 de enero de 2017, WWE anunció que Prange había firmado con la compañía y estaría en el WWE Performance Center. El 13 de enero, Lovelace hizo su debut en el ring en un evento en vivo de NXT, perdiendo ante Daria Berenato. En las grabaciones de NXT del 22 de febrero, el nuevo nombre de Prange fue cambiado a Ruby Riot.
Hizo su debut televisivo en el episodio del 22 de marzo de NXT, atacando a Nikki Cross y el resto de SAnitY ayudando a Tye Dillinger, No Way José y Roderick Strong. La rivalidad entre Riot y Cross aumentó, el 12 de abril se enfrentó a Kimberly Frankele y durante la lucha Cross entró para distraerla, sin embargo Riot logró derrotar igualmente a Frankele (siendo esta su primera victoria en la empresa). Posteriormente participó en dos NXT TakeOver, sin embargo salió derrotada en ambas luchas, la primera haciendo equipo con Roderick Strong y Tye Dillinger enfrentando a SAnitY, y la segunda en una lucha titular donde enfrentó a Nikki Cross y Asuka.
El 14 de junio tuvo su segunda oportunidad (después de obtener la revancha contra sus anteriores oponentes), sin embargo fue eliminada por Cross. Semanas después comenzaría una rivalidad con "The Iconic Duo" (Peyton Royce y Billie Kay), donde Riot se aliaría con Nikki Cross para enfrentarlas.
El 22 de noviembre en NXT, Riott venció a Sonya Deville lo que las llevó a una revancha en una lucha tipo No Holds Barried Match, misma que perdió, marcando así su última aparición en la marca amarilla.

#### The Riott Squad (2017-2019)

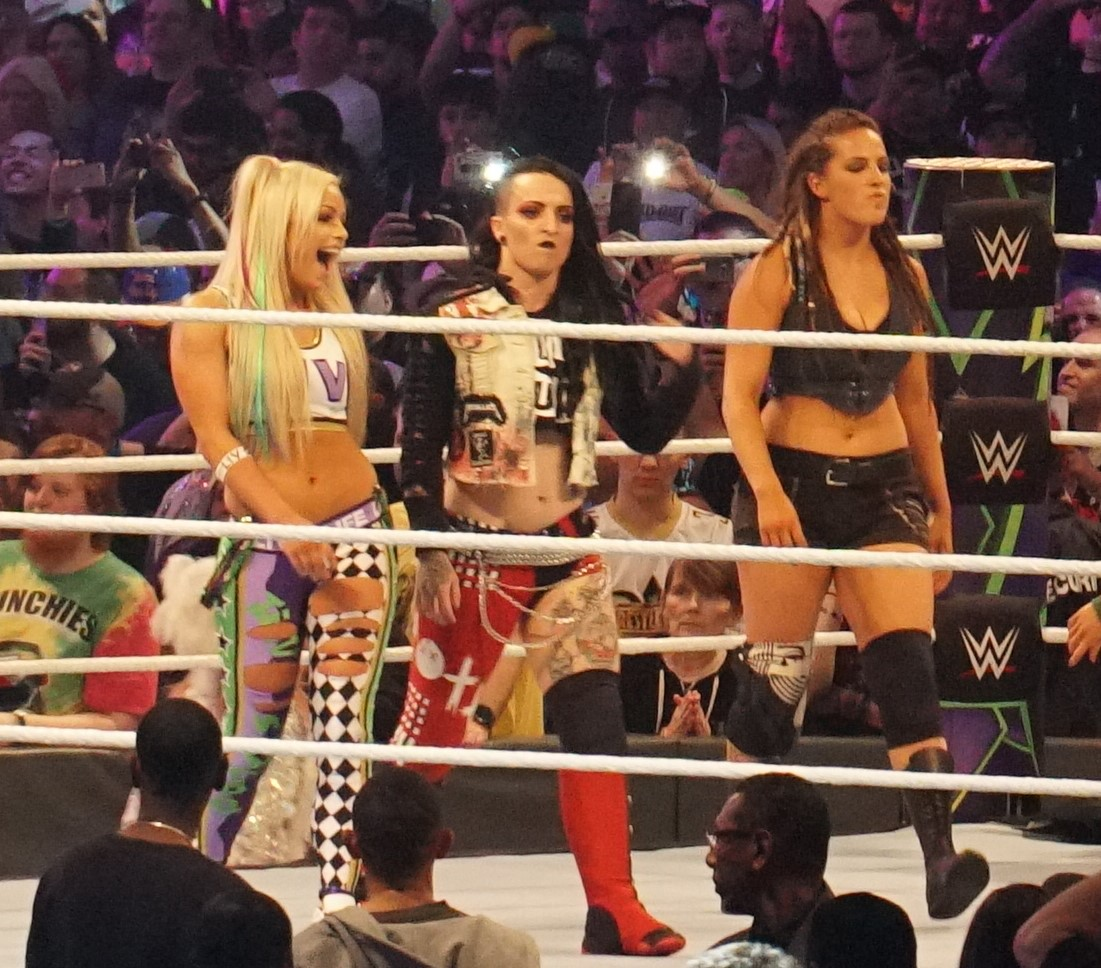
The Riott Squad en WrestleMania 34.

El 21 de noviembre, Ruby junto a Liv Morgan y Sarah Logan hizo su debut al roster principal como heel formando así una facción, las demás terminaron por atacar a Becky Lynch, Naomi, Natalya y Charlotte Flair. El 28 de noviembre hizo su lucha debut y derrotó a Natalya, Naomi y Charlotte Flair junto a Morgan y Logan, dando a conocer que su facción pasaría a llamarse "The Riott Squad", también WWE modificó su apellido de Riot a Riott.
Las siguientes semanas Riott junto a su escuadrón comenzaría una rivalidad con el Welcoming Committee (Tamina, Natalya, Carmella y Lana), Charlotte, Becky Lynch y Naomi, lo que las llevaría a enfrentarse en distintos tipos de estipulaciones. El 28 de enero de 2018 en Royal Rumble formó parte del primer Women's Royal Rumble, mismo en el que pudo eliminar a Becky Lynch y Vickie Guerrero, sin embargo no logró ganar ya que terminó siendo eliminada por Nia Jax. El 11 de marzo en Fastlane tuvo una lucha titular ante la campeona Charlotte Flair por el Campeonato Femenil de SmackDown, siendo derrotada. En WrestleMania 34, participó en el primer WrestleMania Women's Battle Royal, sin emba,rgo fue eliminada por Sasha Banks y Bayley.
El 7 de abril fue traspasada junto a Liv y Sarah a Monday Night Raw como parte del WWE Shake-Up, haciendo su debut el 16 de abril atacando a Bayley y Sasha Banks, dando pie a una rivalidad por equipos. Su primera lucha en dicho show se llevó a llevada a cabo el 23 de abril, donde formaron equipo con Mickie James y Alexa Bliss para enfrentar a Nia Jax, Ember Moon, Natalya, Sasha Banks y Bayley, sin embargo, la lucha quedó sin resultado después de la interferencia de Ronda Rousey. El 4 de mayo en el Kickoff de Backlash, Ruby derrotó a Bayley sufriendo una lesión legítima en la rodilla, misma que la mantuvo fuera de escena por unos meses. El 6 de agosto en Raw, Riott regresó para ayudar a Morgan y Logan a derrotar a Bayley y Sasha Banks en un combate por equipos, poco después el escuadrón empezó un feudo con Ronda Rousey y The Bella Twins, llevándolas a enfrentarse semana a semana, culminando con la derrota del escuadrón en WWE Super Show-Down. 
El 15 de octubre en Raw, Ruby y sus aliadas revivieron su rivalidad con Banks y Bayley, solo que en esta ocasión Natalya se vería envuelta para equilibrar la balanza, la rivalidad culminó con la derrota de Riott, Morgan y Logan en el primer PPV de mujeres, Evolution. Después de la derrota, Ruby comenzó un feudo individual con Natalya al romper las gafas de su padre (Jim Neidhart), mismo que les costó sus puestos en el Team Raw para Survivor Series, siendo reemplazadas por Sasha y Bayley. El feudo culminó con la derrota de Riott el 16 de diciembre en TLC: Tables, Ladders & Chairs, en una lucha de mesas. El 27 de enero de 2019 en el Royal Rumble, Ruby compitió en la Rumble femenina, permaneciendo en la lucha 13 minutos logrando eliminar a Alicia Fox, Candice LeRae y Kairi Sane antes de ser eliminada por Bayley. El 17 de febrero, Riott desafió a Ronda Rousey por el Campeonato Femenino de Raw en Elimination Chamber, pero fue derrotada al igual que en la revancha llevada a cabo la noche siguiente en Raw. El 7 de abril durante el kick-off de WrestleMania 35, Riott volvió a competir en el WrestleMania Women's Battle Royal, pero fue eliminada por Dana Brooke. 
Durante el Superstar Shake-Up 2019, Liv Morgan fue traspasada a SmackDown Live! mientras que Logan y Riott permanecerían en Raw, poniendo fin a The Riott Squad. El 22 de mayo, se informó que Ruby sufrió una lesión en ambos hombros y por lo tanto tendría que someterse a dos cirugías distintas, quedando inactiva lo que restó del año.

#### Reunión con Liv Morgan (2020-2021)
Riott regresó de una lesión en el episodio del 3 de febrero de 2020 de Raw, atacando a su excompañera de equipo, Liv Morgan, lo que resultaría en un combate entre las dos con Sarah Logan como la árbitro invitada, Riott saldría derrotada solo para terminar siendo atacada por las exmiembros de su escuadrón. En Elimination Chamber, Riott participó por una oportunidad titular al Campeonato Femenino de Raw, siendo eliminada por la eventual ganadora, Shayna Baszler. 
En abril, Riott continuó su enemistad con Morgan, saliendo derrotada en dos ocasiones en los episodios del 20 y 27 de abril respectivamente, sin embargo, el ángulo entre las dos fue cancelado y en su lugar se optó por unirlas de nuevo como equipo aunque esta vez sin Sarah, ya que había sido despedida semanas antes. Después del cambio a face de Ruby, esta empezó a intentar tener contacto con Morgan, al paso de las semanas sería derrotada en varias ocasiones por Bianca Belair y The IIconics (Billie Kay y Peyton Royce), con estas últimas eventualmente empezaría una rivalidad en torno a la amistad que tuvo con Liv. Tanto Morgan como Riott fueron derrotadas en luchas individuales por Billie y Peyton hasta el 3 de agosto en Raw, donde salieron victoriosas y regresando como The Riott Squad. Se enfrentarían a The IIconics dos veces más en Payback y en el episodio del 31 de agosto de Raw por ser las contendientes # 1 por el Campeonato Femenino en Parejas, lo que también obligaría a The IIconics a separarse según lo estipulado. El 6 de octubre en Raw se enfrentaron a Nia Jax y Shyana Baszler por los títulos, pero fueron derrotadas. El 21 de octubre en Raw participó en un battle royal por ser la contendiente #1 al Campeonato Femenino de Raw, pero fue eliminada por Natalya. Como parte del Draft 2020 en octubre, tanto Riott como Morgan fueron reclutadas en SmackDown. El 6 de noviembre, Ruby derrotó a Natalya y Zelina Vega, ganando un lugar en el Team SmackDown femenino para Survivor Series, donde junto a las demás integrantes (Liv Morgan, Natalya, Bianca Belair y Bayley) enfrentaron al Team Raw sin éxito.
A principios de 2021, Billie Kay intento unirse al Riott Squad, pero ellas la rechazaron. En Royal Rumble participó en el Women's Royal Rumble Match, entrando como la #9. Sin embargo, no logró ganar al ser eliminada por Bayley. En la primera noche de WrestleMania 37 junto a Morgan, participó en un Tag Team Turmoil Match por ser la contendientes #1 al Campeonato Femenino en Parejas, en donde lograron eliminar a Billie Kay, Carmella, Dana Brooke y Mandy Rose, sin embargo, fueron eliminadas por las ganadoras, Tamina y Natalya. El 28 de mayo en SmackDown tuvo su última lucha en la empresa haciendo equipo con Liv y saliendo derrotadas por las campeonas en pareja, Tamina y Natalya.
Finalmente, el 2 de junio de 2021 Dori fue liberada de su contrato con WWE por recortes de personal.

### All Elite Wrestling (2021-presente)
El 18 de junio de 2021, durante una entrevista en "Wrestling Perspective Podcast", Prange habló sobre como le gustaría mantener el nombre "Ruby" para su personaje al no querer utilizar su antiguo nombre de ring, Heidi Lovelace, ya que dicho nombre nunca le gustó además no haber sido idea suya el llevarlo. Dori originalmente tomó el nombre "Ruby Riott" en referencia a la canción "Ruby Soho" de la agrupación Rancid, sin embargo, WWE posee los derechos del nombre por lo que ya no puede usarlo. Posteriormente fue sugerido por un miembro de Rancid, Lars Fredriksen, quien a su vez es uno de los presentadores del podcast, que debería usar Ruby Soho como nuevo nombre de ring, asegurando que él también podría obtener la autorización para que Dori utilizara legalmente la canción homónima como tema de entrada. El cambio de nombre se confirmó a través de una publicación en la cuenta de Instagram de Prange que acompañó con pequeños videos anunciando su próximo regreso a los cuadriláteros.
El 5 de septiembre de 2021, Prange, que ahora lleva el nombre de Ruby Soho, hizo su debut en All Elite Wrestling (AEW) como la Joker sorpresa en la lucha femenina tipo Casino Battle Royale en el PPV All Out, ganando su combate debut después de eliminar a Thunder Rosa y obteniendo consigo una oportunidad titular por el Campeonato Mundial Femenino AEW que ostenta Britt Baker. El 8 de septiembre Ruby tuvo su primera lucha uno a uno en AEW Dynamite, derrotando a Jamie Hayter quien poco después del encuentro la atacó junto Britt Baker y Rebel, Soho terminó siendo rescatada por Kris Statlander y Riho.

## Videojuegos
En 2017, Prange debutó en su primer videojuego en WWE SuperCard, ese mismo año fue anunciada como DLC para WWE 2K18. Antes de su salida de la WWE, Prange también hizo apariciones para WWE 2K19, WWE 2K20, WWE 2K: Battlegrounds, WWE Universe y WWE Mayhem; sin embargo, no regresó al mundo de los videojuegos hasta 2023 con AEW Fight Forever.

## Vida Personal
Prange está casada con el luchador profesional Angelo Parker desde mayo de 2024, el 31 de Octubre del presente año, dieron la bienvenida a su hija Evie.

## En Lucha
- Movimientos finales

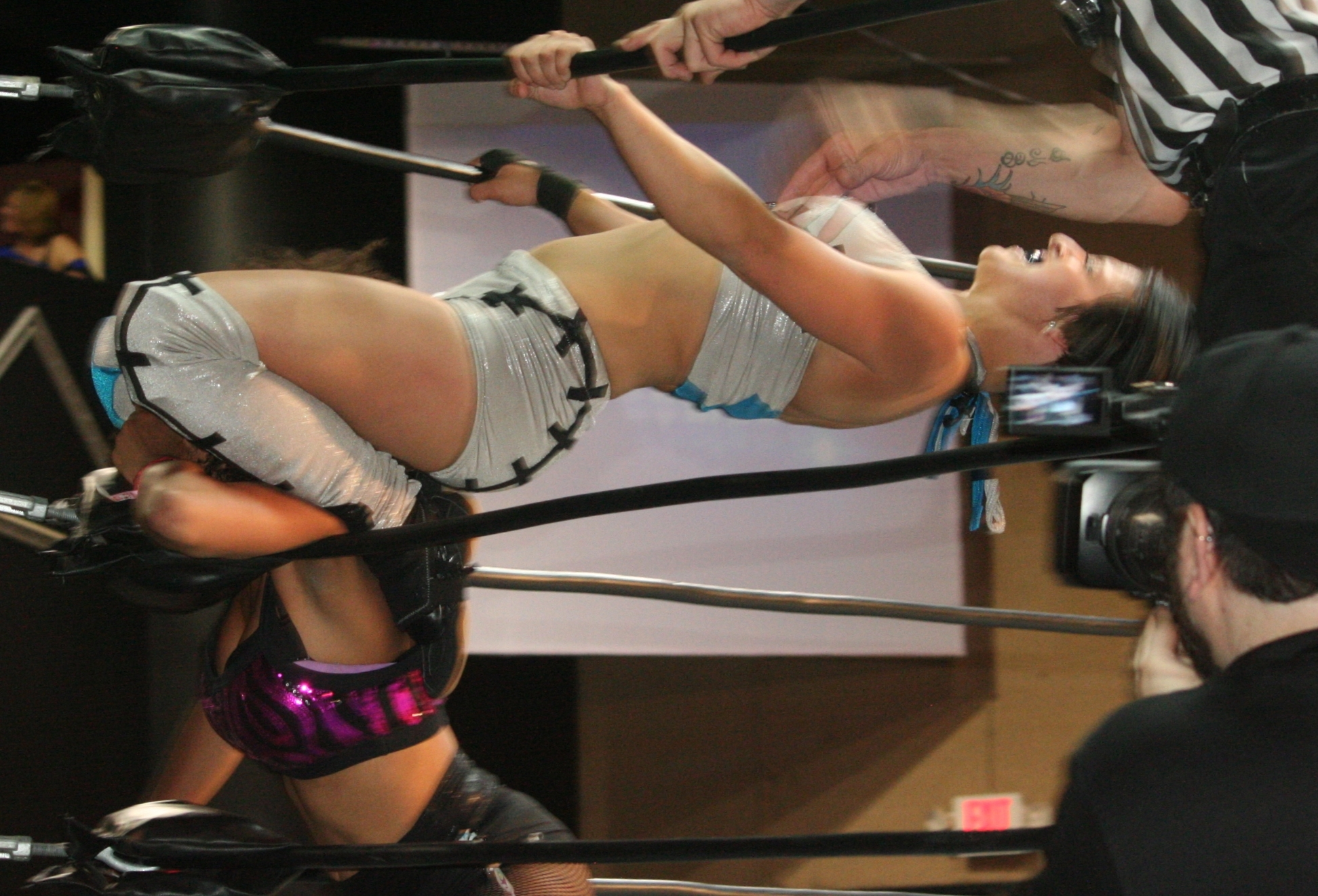
Ruby aplicando un "Deadly Night Shade" en Marti Belle

  - Destination Unknown (Neckbreaker slam en reverse STO) - 2022-presente
  - Frog splash[21] - 2012-2017
  - Heidi Ho (Tornado DDT en un snap suplex)[2] - 2012-2017
  - No Future / Riott Kick (Wind-up overhead kick)[22][23][24] - 2017-presente
  - Ruby / Heidi-Can-Rana[5] (Hurricanrana driver) - 2012-2017
  - Shining wizard[2] - 2012-2017
  - We Riott (Diving senton)[25] - 2012-2017
- Movimientos de firma
  - Deadly Night Shade (Headscissors driver into the turnbuckle)
  - Diving double knee drop[5]
  - Enzuigiri, usualmente seguido de una side kick[2]
  - Knife-edged chop
  - Love Lock[5] (Bobyscissors, transicionando en un Fujiwara armbar)
  - Saito suplex
  - Sitout STO
  - Springboard corkscrew arm drag
- Luchadores dirigidos
  - Liv Morgan
  - Sarah Logan
  - Taryn Terrell
- Apodos
  - "Punk Rock Ragdoll"
  - "The Runaway"
- Temas de Entrada
  - "Black Sheep" de Metric (OVW; 2012-2013)[26]
  - "The Road Ahead" de Kenny Wootton y Harley Wootton (Shine/Shimmer/Stardom; 2012-2016)[27]
  - "We Riot" de CFO$ (WWE NXT/WWE; 2017-2021)
  - "Ruby Soho" de Rancid (AEW; 2021-presente)
  - "Scorn" de Mikey Rukus feat. Ivey Andrews (AEW; 2023-2024; utilizado como miembro de la The Outcasts)

## Campeonatos y logros
- Absolute Intense Wrestling
  - AIW Women's Championship (1 vez)[28]

- All Elite Wrestling

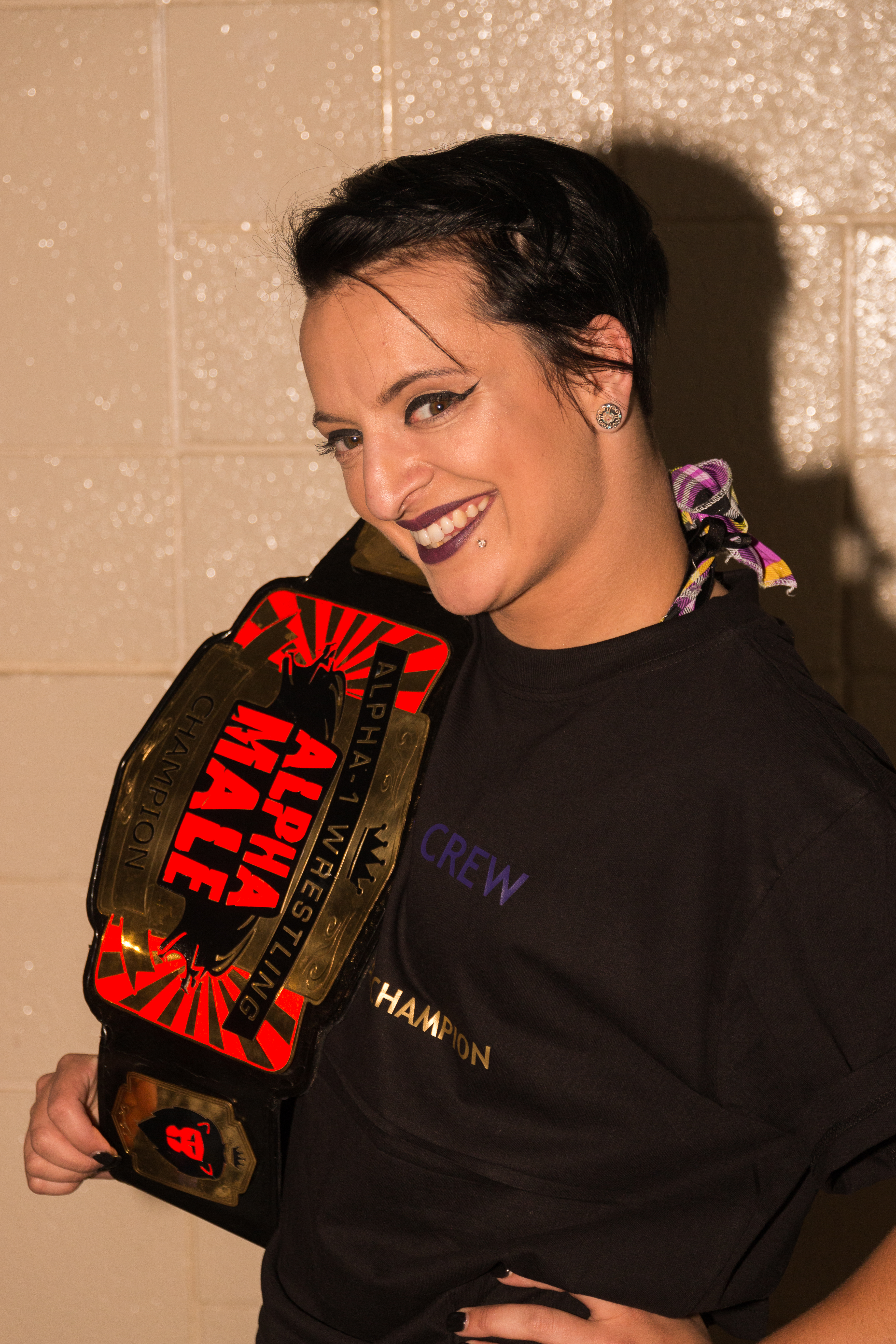
Ruby posando con el cinturón del campeonato "Alpha Male" de Alpha-1.

  - Women's Casino Battle Royale (2021)

- All American Wrestling
  - AAW Heritage Championship (1 vez)[29]

- Alpha-1 Wrestling 
  - A1 Alpha Male Championship (1 vez)[30]

- Channel Islands World Wrestling 
  - World Heavyweight Championship (1 vez)[31]

- Chikara
  - Young Lions Cup XI (vez)[32]

- Ohio Valley Wrestling
  - OVW Women's Championship (vez)

- Revolution Championship Wrestling
  - RCW Heavyweight Championship (1 vez)[33]

- Shimmer Women Athletes
  - Shimmer Tag Team Championship (1 vez) – con Evie[34]

- Pro Wrestling Illustrated
  - Situada en el N.º 48 en los PWI Female 50 de 2014[35]
  - Situada en el N.º 41 en los PWI Female 50 de 2015[36]
  - Situada en el N.º 20 en los PWI Female 50 de 2016[37]
  - Situada en el N.º 39 en los PWI Female 50 de 2017[38]
  - Situada en el N.º 31 en el PWI Female 100 en 2018.
  - Situada en el N.º 42 en el PWI Female 100 en 2019.